# Lichinella flexa
Lichinella flexa är en lavart som beskrevs av Henssen, Büdel & T. H. Nash. Lichinella flexa ingår i släktet Lichinella och familjen Lichinaceae.   Inga underarter finns listade i Catalogue of Life.